# Jonas Weitzel
Jonas Weitzel (* 25. Juni 1998 in Kassel) ist ein deutscher Basketballspieler.

## Laufbahn
Weitzel spielte Fußball und Handball, ehe er sich dem Basketball widmete und zunächst in der Jugend des TSV Vellmar spielte. Er wechselte zur ACT Kassel, in der Saison 2016/17 gehörte der Innenspieler zusätzlich zur U19-Mannschaft des BBT Göttingen in der Nachwuchs-Basketball-Bundesliga.
In der Sommerpause 2017 wechselte er zur TG Würzburg in die 2. Bundesliga ProB. Mit guten Leistungen in der Würzburger Ausbildungsmannschaft empfahl sich Weitzel auch für den Bundesligisten s.Oliver Würzburg und gab Ende Oktober 2019 im Spiel gegen den amtierenden deutschen Meister Bayern München seinen Einstand in der höchsten Spielklasse des Landes. Zur Saison 2020/21 ging er zum Zweitligisten Artland Dragons.
Weitzel, der Sportwissenschaft und Erziehungswissenschaft studierte, wechselte im Sommer 2023 innerhalb der zweiten Liga nach Münster. Dort spielte er bis 2025 und schied dann aus beruflichen Gründen aus.